# Giampiero Neri
Giampiero Neri (Erba, Reino de Italia, 7 de abril de 1927 - Milán, Italia, 14 de febrero de 2023) fue un poeta italiano.

## Biografía
Giampiero Neri nació en Erba el 7 de abril de 1927. Neri es un nombre artístico, su verdadero apelido es Pontiggia. El hermano es el escritor más famoso Giuseppe Pontiggia. El padre, funcionario bancario y líder del Partido Fascista, fue asesinado por los partisanos gapenses como parte de la recién nacida resistencia antifascista. A Milán, se matriculó en la Facultad de Ciencias Naturales. En 1947, la falta de recursos económicos lo llevó a abandonar sus estudios y buscar trabajo. También en 1947 fue contratado por el mismo banco donde había trabajado su padre; y permanece en el banco hasta la jubilación. En 1952 se casó con Annamaria Bianchi, con quien tuvo dos hijos. En 1955, la hermana de veinte años, Elena, se suicida.
En el 2020 Neri se une al Movimento Empatico (Empatismo) fundado por el poeta y crítico literario Menotti Lerro.

## Obra
- L'aspetto occidentale del vestito, Guanda, Parma, 1976
- Liceo, Guanda, Parma, 1986
- Dallo stesso luogo, Coliseum, Milano, 1992 ISBN 978-8877640253
- Teatro naturale, Mondadori, Milano, 1998, Premio Brancati ISBN 978-8804436225
- Erbario con figure, LietoColle, Como, 2000 ISBN 8878480673
- Finale, Dialogolibri, Olgiate Comasco, 2002
- Armi e mestieri, Mondadori, Milano, 2004 ISBN 978-8804529385
- La serie dei fatti: quindici prose di Giampiero Neri, LietoColle, Como, 2004
- Giampiero Neri. Poesie e immagini, Viennepierre, Milano, 2005
- Piano d'erba, Quaderni di Orfeo, Milano, 2005
- Avant-propos, Il ragazzo innocuo, Milano, 2005
- Di questi boschi, Quaderni di Orfeo, Milano, 2007
- Paesaggi inospiti, Mondadori, Milano, 2009 ISBN 978-8804588153
- Giampiero Neri. Il mestiere del poeta, Cattedrale, Ancona 2009
- Natural Theater: Selected Poems, 1976-2009, Chelsea Editions, New York, 2010
- Il professor Fumagalli e altre figure, Mondadori, Milano, 2012 ISBN 978-8804621669
- Persone, Edizioni d'arte L'Arca Felice, Salerno, 2014
- Una storia naturale, Il ragazzo innocuo, Milano, 2015
- Persone, Edizioni Sottoscala, Bellinzona, 2016
- Via provinciale, Garzanti, Milano, 2017 ISBN 978-8811672449
- Figure, Quaderni di Orfeo, Milano, 2017
- Un empirico, Il ragazzo innocuo, Milano, 2017
- Non ci saremmo più rivisti. Antologia personale, Interlinea, Novara, 2018 ISBN 978-8868571795